# François de Brunswick-Lunebourg
François (23 novembre 1508, Uelzen – 23 novembre 1549, Gifhorn) est un membre de la maison de Brunswick.

## Biographie
Benjamin des fils de Henri Ier de Brunswick-Lunebourg et de Marguerite de Saxe (1469-1528) (en), il est jugé trop jeune pour lui succéder aux côtés de ses frères aînés Othon et Ernest. Il part étudier à l'université de Wittemberg, puis s'installe à la cour de l'électorat de Saxe.
François rentre au Lunebourg en 1536, mais il ne veut pas régner conjointement avec son frère Ernest. En 1539, Ernest accède finalement à son souhait et lui cède Gifhorn, Fallersleben et Isenhagen. François règne seul sur le nouveau duché de Gifhorn, fait agrandir le château de Gifhorn et celui de Fallersleben, et introduit la Réforme dans ses États.
En 1547, François épouse Claire de Saxe-Lauenbourg (1518-1576), fille du duc Magnus Ier de Saxe-Lauenbourg. Ils ont deux filles :
- Catherine (1548-1565), épouse en 1564 le burgrave Henri VI de Misnie ;
- Claire (1550-1598), épouse en 1565 Bernard VII d'Anhalt-Zerbst, puis en 1572 le duc Bogusław XIII de Poméranie.

François meurt en 1549 et la lignée de Brunswick-Gifhorn s'éteint avec lui. Son gendre Bogusław XIII nomme en son honneur la ville de Franzburg.